# Al Jazeera Mubasher Misr
Al Jazeera Mubasher Misr, war ein von 2005 bis 2014 aktiver Nachrichten- und Schwestersender von Al Jazeera. Er hatte seinen Sitz in Katar, sendete in arabischer Sprache und ging am 10. Dezember 2005 auf Sendung. Der Sender bediente sich des Konzeptes seines Muttersenders Al Jazeera Mubasher und übertrug Ereignisse, Konferenzen und Parlamentsdebatten vorwiegend aus Ägypten, ohne diese selbst zu kommentieren oder zu bearbeiten. Zudem beschäftigte der Sender Übersetzer, die bei Bedarf die Livestrecken bei fremdsprachigen Gästen ins Arabische übersetzten. Mubasher ist das arabische Wort für live (wie es im Sinne einer Direktübertragung im Fernsehen verwendet wird). Misr ist das arabische Wort für Ägypten.
Al Jazeera Mubasher Misr ist vergleichbar mit dem amerikanischen Sender C-SPAN und dem deutschen Sender Phoenix.
Nach dem Sturz der Regierung von Mohammed Mursi im Sommer 2013 schlossen die Sicherheitskräfte im Juli zunächst die Räume des Senders. Dabei wurden mehrere Mitarbeiter festgenommen. Ende August folgte ein offizielles Verbot durch die neue Regierung, das im September gerichtlich bestätigt wurde. Auch von Seiten der Bevölkerung war es im Zuge der Demonstrationen gegen die Herrschaft der Moslembruderschaft zu Protesten gegen die von vielen als manipulativ empfundene Berichterstattung des Senders gekommen. Über Internet wurde das Live-Programm des Kanals zunächst weiterhin verbreitet. Im Dezember 2014 stellte der Kanal seinen Betrieb ein, nachdem das Mutterunternehmen mitgeteilt hatte, dass der Kanal zeitweise eingestellt werde, bis er in Kairo zukünftig wieder die erforderlichen Genehmigungen erhalte.